# CIB4
CIB4 (англ. Calcium and integrin binding family member 4) – білок, який кодується однойменним геном, розташованим у людей на 2-й хромосомі. Довжина поліпептидного ланцюга білка становить 185 амінокислот, а молекулярна маса — 21 745.
| 10         |  | 20         |  | 30         |  | 40         |  | 50         |
| ---------- |  | ---------- |  | ---------- |  | ---------- |  | ---------- |
| MGQCLRYQMH |  | WEDLEEYQAL |  | TFLTRNEILC |  | IHDTFLKLCP |  | PGKYYKEATL |
| TMDQVSSLPA |  | LRVNPFRDRI |  | CRVFSHKGMF |  | SFEDVLGMAS |  | VFSEQACPSL |
| KIEYAFRIYD |  | FNENGFIDEE |  | DLQRIILRLL |  | NSDDMSEDLL |  | MDLTNHVLSE |
| SDLDNDNMLS |  | FSEFEHAMAK |  | SPDFMNSFRI |  | HFWGC      |  |            |

A: Аланін

C: Цистеїн

D: Аспарагінова кислота

E: Глутамінова кислота

F: Фенілаланін

G: Гліцин

H: Гістидин

I: Ізолейцин

K: Лізин

L: Лейцин

M: Метіонін

N: Аспарагін

P: Пролін

Q: Глутамін

R: Аргінін

S: Серин

T: Треонін

V: Валін

W: Триптофан

Білок має сайт для зв'язування з іонами металів, іоном кальцію, іоном магнію. 